# دوريس بويد
دوريس بويد (بالإنجليزية: Doris Boyd)‏ هي رسامة أسترالية، ولدت في 20 نوفمبر 1888، وتوفيت في 13 يونيو 1960.